# Pat McGrath
Dama Patricia Ann McGrath OBE (nascida em Northampton, Inglaterra, Reino Unido, em 1 de junho de 1971) é uma maquiadora britânica considerada a maquiadora mais influente do mundo pela revista Vogue e outros comentaristas. Ela é a primeira maquiadora a virar dama britânica pela Ordem do Império Britânico. Em 2019, apareceu na lista de 100 pessoas mais influentes do ano pela Time.

## Biografia
McGrath é uma maquiadora negra do Reino Unido com ascendência jamaicana. Ela nasceu em Northampton, Inglaterra, em 1 de junho de 1971 em uma família de classe trabalhadora e criada por sua mãe, Jean, que era costureira e Testemunha de Jeová. Ela concluiu um curso básico de arte na Faculdade de Northampton, mas isso não incluía tópicos como moda ou maquiagem.
Na década de 1980, McGrath mudou-se para Londres e envolveu-se com estilistas como Alexander McQueen e John Galliano. No início da década de 1990, McGrath trabalhou ao lado de Edward Enninful na revista i-D, embora continuasse trabalhando como recepcionista para se sustentar financeiramente. Ela se tornou diretora criativa da Aveda Beauty em 1997, da Shiseido em 1998, diretora global de design criativa de cores da L'Oréal Prestige em 1999 e foi contratada por Giorgio Armani para colaborar em uma nova linha de cosméticos. A partir de 2004, McGrath foi contratado pela Procter & Gamble, como Diretora Global de Design Criativo de Cosméticos por vários anos, com um salário estimado em mais de US$ 1 milhão, onde foi curadora das marcas Dolce & Gabbana, Max Factor e CoverGirl.
Em 2015, ela lançou o Pat McGrath Labs, sua própria linha de produtos de beleza que, em 2019,  se tornou uma empresa de US$ 1 bilhão e junto da linha de beleza mais vendida no mundo, Selfridges. Em 2017, McGrath foi contratada pela Enninful como editora de beleza para a Vogue Britânica. Trabalhou como maquiadora para as edições britânicas, americana e francesa da Vogue, W e Harper's Bazaar, em colaboração com os fotógrafos Steven Meisel, Paolo Roversi, Helmut Newton e Peter Lindbergh. Participou dos desfiles de Prada, Miu Miu, Comme des Garçons, Dolce and Gabbana e das campanhas publicitárias de Calvin Klein, Jil Sander, Elizabeth Arden Parfum e Clinique.
Em 2018, seis atores, incluindo Saoirse Ronan, Naomie Harris e Sara Sampaio usaram maquiagem Pat McGrath Labs no Fashion Awards.

## Reconhecimento
- 2000, 2001: Pantene Pro-V Artista de Maquiagem do Ano[21]
- 2014: Membro da Ordem do Império Britânico (OBE) para serviços para a indústria da moda e beleza[22]
- 2017: Prêmio Isabella Blow de Criador de Moda nothe Fashion Awards[23]
- 2021: Dama Comandante da Ordem do Império Britânico (DBE) para serviços à indústria da moda e beleza e diversidade[24]
- 2024: Medalha The London Design no Festival de Design de Londres[25]

McGrath também apareceu regularmente no Top 10 do Powerlist, destacando os negros britânicos mais influentes em vários setores.

## Arte
De acordo com a Vogue (2007), McGrath é conhecida por suas técnicas de maquiagem únicas, aventureiras e inovadoras, que incluem o uso das mãos em vez de pincéis. Ela usa tons de cores fortes e faz experiências com materiais que vão de penas a ornamentos. Seus experimentos resultam em uma gama nova e diversificada de visuais. Como resultado, considera-se que ela reintroduziu velhas ideias de maquiagem e desenvolveu outras novas tendências.

## Inspiração
McGrath disse sobre sua carreira: "Eu realmente amo ser maquiadora. Nunca fica monótono ou previsível e cada sessão de fotos e show é diferente." Ela se inspira em muitas fontes, usando materiais como penas, folhas de ouro e couro. McGrath disse à Vogue em 2008: "Sou muito influenciado pelos tecidos que vejo, pelas cores que estão nas coleções e pelos rostos das meninas. É sempre um desafio, mas essa é a chave — fazer diferente " Sua inspiração começou com sua mãe, particularmente seu amor por moda, cinema e figurinos: "Tudo aquilo pelo que ela era obcecada, eu fiquei obcecado." A mãe de McGrath a encorajou dizendo "Será um problema para você se você não amar o que faz. Então tenha certeza!" Crescendo em Londres, McGrath e sua mãe costumavam ir às compras de maquiagem quando ela tinha seis anos. A moda se tornou uma grande inspiração para McGrath, estimulando sua trajetória criativa.
McGrath também busca modelos que lhe tragam inspiração pessoal. McGrath diz: "Elas são mulheres por si mesmas, representando uma mistura de etnias, tamanhos e origens. Elas me permitem experimentar e criar os looks que sonho na minha cabeça." Ela considera as modelos Naomi Campbell, Hailey Baldwin, Paloma Elsesser, Jasmine Sanders, Mallory Merk e Ruby Aldridge como suas musas. Ela diz sobre Campbell: "Trabalhamos juntas desde meados dos anos 1990, e ela me inspira de maneiras que nunca imaginei. Não há ninguém como Naomi." McGrath chama o rosto de Paloma Elsesser de "a tela definitiva", por sua pele hipnótica que "guia o toque de um maquiador."
Grande parte da inspiração de McGrath deriva da pele natural de um indivíduo. Como consequência, suas próprias linhas de maquiagem focam nos aspectos luminosos da pele. McGrath diz: "Pele impecável e luminosa sempre foi uma constante no meu trabalho. Durante anos, tenho usado uma mistura personalizada de produtos para atingir diferentes níveis de luminosidade, desde a pele fresca de um bebê até uma super pele" A embalagem de lantejoulas de sua maquiagem também deriva da inspiração de McGrath em lantejoulas, um elemento recorrente em muitos de seus looks. Sobre a definição de beleza, ela acredita que "a beleza real e verdadeira vem de dentro. É como uma energia, porque a tarefa de trazer a beleza à tona — e às vezes criá-la — é realmente como um quebra-cabeças. Muitas vezes, no meu trabalho, a abordagem da beleza é buscar a perfeição, mas às vezes a beleza é imperfeita ou muito crua."

## Filmografia

### Vídeoclipes
| Ano  | Título      | Artista      | Papel     | Ref    |
| ---- | ----------- | ------------ | --------- | ------ |
| 2022 | "Bejeweled" | Taylor Swift | Queen Pat | [ 35 ] |